# Ragla, Bistrița-Năsăud
Ragla (în dialectul săsesc Ruerldref, în germană Ragelsdorf, Radelsdorf, în maghiară Rágla, Ráglya) este un sat în comuna Dumitrița din județul Bistrița-Năsăud, Transilvania, România.

## Legături externe

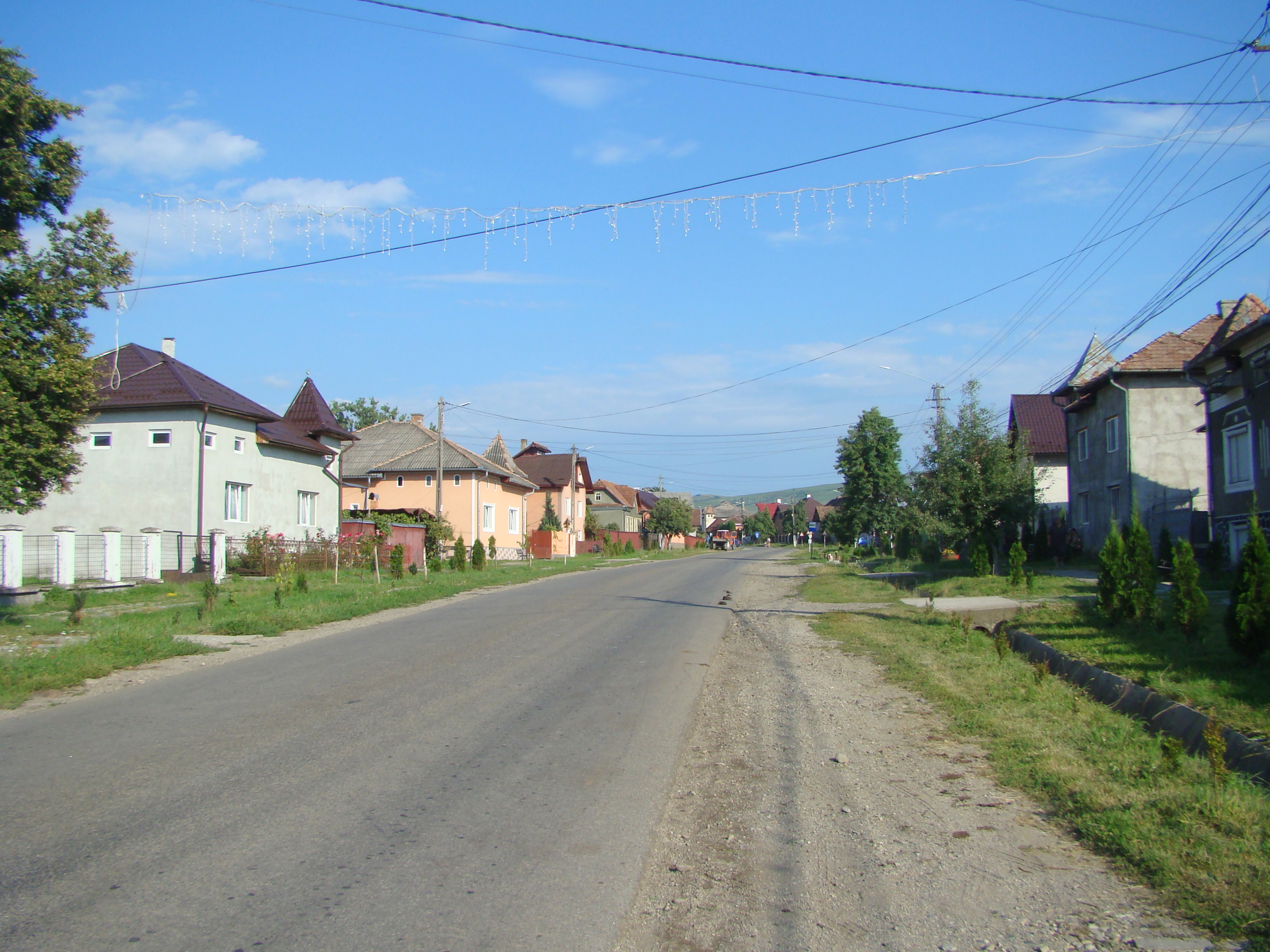
Strada principală

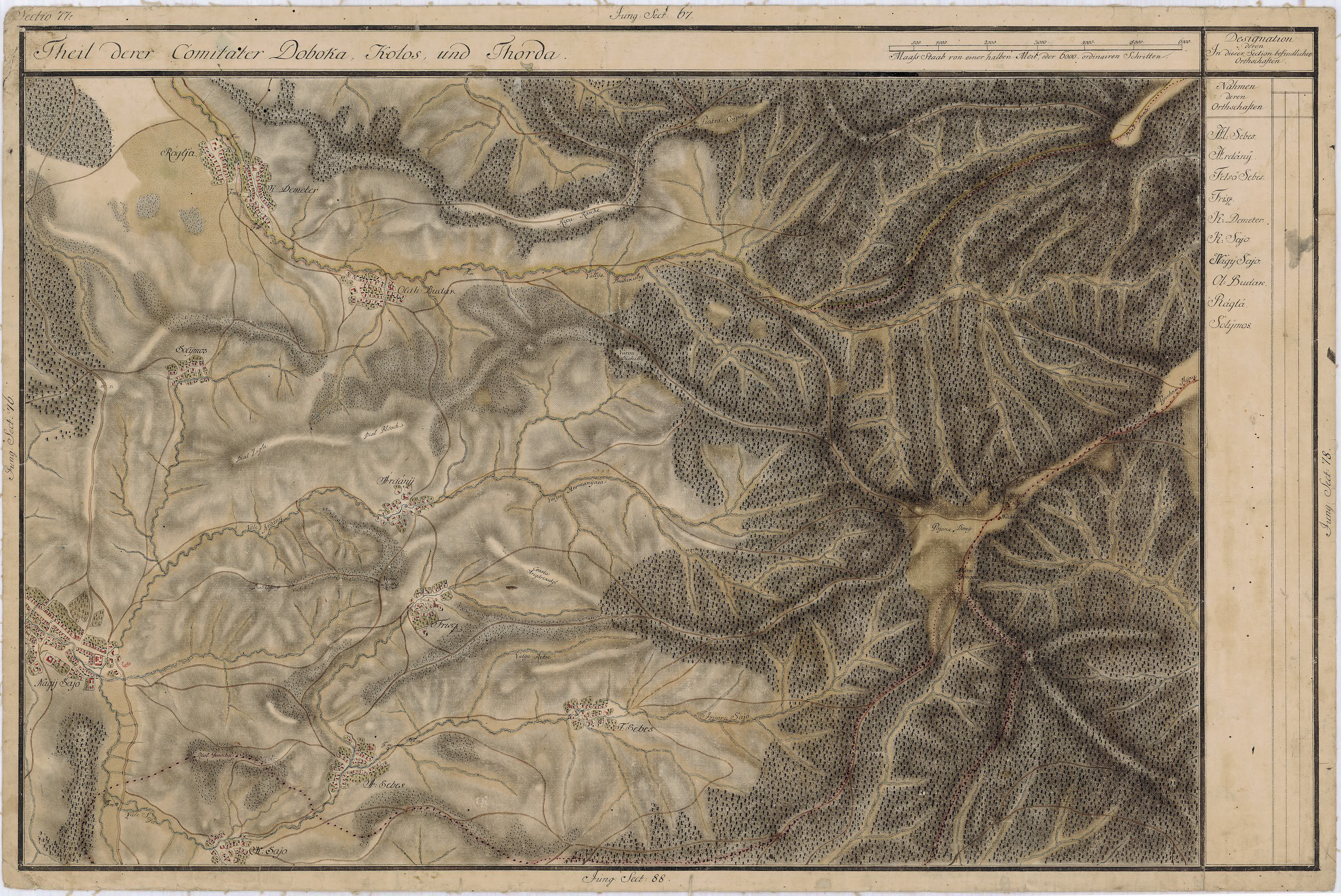
Ragla în Harta Iosefină a Transilvaniei, 1769-73